# 스핀 접속
미분기하학과 일반 상대성 이론에서 스핀 접속(spin接續, 영어: spin connection)은 스피너 다발 위에 존재하는 코쥘 접속이다. 아핀 접속으로부터 정의할 수 있다.

## 정의
다음이 주어졌다고 하자.
- 매끄러운 다양체 {\displaystyle M}
- {\displaystyle M}의 접다발 {\displaystyle \mathrm {T} M}의 코쥘 접속 {\displaystyle \nabla }
- {\displaystyle M} 위의 (국소) 필바인 {\displaystyle e_{1}^{\mu },\dotsc ,e_{n}^{\mu }\in \Gamma (\mathrm {T} M)}

{\displaystyle a,b,c,\dots }가 필바인 지수, {\displaystyle \mu ,\nu ,\rho ,\dots }가 시공간 벡터 지수를 나타낸다고 하자.
그렇다면, 각 점에서 필바인은 접공간의 기저를 이루므로, 다음을 정의할 수 있다.
{\displaystyle \nabla _{\mu }e_{b}^{\nu }=\omega _{\mu }{}^{a}{}_{b}e_{a}^{\nu }}
즉,
{\displaystyle \omega _{\mu }{}^{a}{}_{b}=e_{\nu }^{a}\nabla _{\mu }e_{b}^{\nu }=e_{\nu }^{a}\left(\partial _{\mu }e_{b}^{\nu }+\Gamma _{\mu \rho }^{\nu }e_{b}^{\rho }\right)=e^{\nu a}\nabla _{\mu }e_{\nu b}=e^{\nu a}(\partial _{\mu }e_{\nu b}-\Gamma _{\mu \nu }^{\rho }e_{\rho b})}
여기서 {\displaystyle \Gamma _{\mu \nu }^{\rho }}는 ({\displaystyle e}로 정의된 리만 계량에 대한) 크리스토펠 기호, {\displaystyle e_{\mu }^{a}}는 필바인이다.
이는 1차 미분 형식들로 이루어진 {\displaystyle n\times n} 반대칭 행렬로 여겨질 수 있다. 즉,
{\displaystyle \eta _{ac}\omega _{\mu }{}^{c}{}_{b}=-\eta _{bc}\omega _{\mu }{}^{c}{}_{a}}
이다. 여기서 {\displaystyle \eta }는 필바인 위의 이차 형식(계량)이다.

### 스피너 다발의 접속
스핀 접속은 이름과 같이 스피너 다발의 접속의 성분을 구성한다. 구체적으로, 다음이 주어졌다고 하자.
- 부호수 {\displaystyle (m,n)}의 준 리만 다양체 {\displaystyle (M,g)}. 그 틀다발이 {\displaystyle P\twoheadrightarrow M}이라고 하자. 즉, {\displaystyle \mathrm {T} M=P\times _{\operatorname {SO} (m,n)}\mathbb {R} ^{m+n}}이다.
- 스핀 구조, 즉 {\displaystyle P}의 {\displaystyle \operatorname {Spin} (m,n)}으로의 올림 {\displaystyle {\tilde {P}}\twoheadrightarrow P\twoheadrightarrow M}.

그렇다면, (디랙) 스피너 다발
{\displaystyle S\twoheadrightarrow M}
을 정의할 수 있다. 이는 {\displaystyle 2^{\lfloor (m+n)/2\rfloor }}차원 복소수 벡터 다발이다.
그렇다면, {\displaystyle S} 위에는 다음과 같은 코쥘 접속이 존재한다. 성분으로서 이는 다음과 같다.
{\displaystyle \nabla _{\mu }\psi =\left(\partial _{\mu }-{\frac {1}{4}}\mathrm {i} \omega _{\mu }^{ab}\sigma _{ab}\right)\psi }
여기서
{\displaystyle \sigma \in \Gamma (\operatorname {End} (S)\otimes _{\mathbb {R} }{\mathfrak {so}}(m,n)^{*})}
는 {\displaystyle S} 위의 {\displaystyle {\mathfrak {so}}(m,n)} 표현이다.
이것은 리만 기하학에 사용된다.

## 성질
만약 비틀림이 없는 경우, 스핀 접속은 다음을 만족시킨다.
{\displaystyle (\mathrm {d} e^{a})_{\mu \nu }+(\omega ^{a}{}_{b}\wedge e^{b})_{\mu \nu }=0}
여기서 {\displaystyle d}는 1차 미분 형식의 외미분, {\displaystyle \wedge }는 두 1차 미분 형식의 쐐기곱이다.

## 같이 보기
- 아쉬테카르 변수
- 디랙 연산자
- 레비치비타 접속
- 초중력
- 비틀림 텐서